# 片岡博國
片岡 博國（かたおか ひろくに、1916年11月24日 - 2003年3月17日）は、愛知県名古屋市出身のプロ野球選手（捕手/内野手）、二軍監督・コーチ、スカウト。
選手時代は、棣棠小の主力選手として第９回全国少年野球大会優勝へ導き、東邦商業では三番打者として第11回「春の甲子園」で創立初出場、初優勝を果たす。その後、早稲田大学で六大学リーグ戦や函館オーシャンでは四番打者・捕手として活躍。アマチュアでの活躍を評価され、1950年に毎日オリオンズに入団。主力選手として先発メンバーに選出され、第１回日本ワールドシリーズ優勝を果たす。現役引退後は、毎日の二軍監督・コーチ、阪急の二軍監督に就任。入団したての頃は「ハシにも棒にもかからなかった」福本豊、加藤英司らを阪急の主力打者に育て上げ「名伯楽」とも呼ばれた。毎日で7年、阪急では11年、計『18年間』に渡り選手育成に尽力。11回ものリーグ優勝に導き球団創成期を支えた。近鉄球団スカウトを経てプロ野球を引退。引退後は、明治神宮外苑 打撃練習場の創業者・場長としてアマチュア選手の育成、経営に尽力し、明治神宮外苑の発展に貢献。また、バッティングセンター調布で専任バッティングコーチを務め巨人軍へ輩出するなど、アマチュア選手の育成に尽力。1983年、多年に渡って二軍の選手育成に尽力し、多大な成果を収めたことを讃え、NPBコミッショナーより特別表彰『功労賞』を受賞。「球道一筋」を貫き、50年以上に渡る野球経験を通じて、多くの選手の打撃技術向上に貢献した野球人である。
プロ在籍27年 優勝回数、日本一を含め「14回」の優勝。内、球団初優勝5回 、アマチュアを含め「16回」の優勝。内、初優勝7回。
コミッショナー特別表彰 功労賞 受賞
| 受賞年   | 1983年         |
| 選出方法 | コミッショナー |
| 選出団体 | 日本野球機構   |

## 現役時代
棣棠小学校（現、山吹小学校）時代の1928年に第9回全国少年野球大会で全国優勝を果たし、1931年4月、全国優勝を果たした強豪メンバーとして東邦商業学校(現、東邦高等学校)へ進む。創部から5年に満たない1934年、第11回選抜中等学校野球大会（春の甲子園）に出場。甲子園初戦にタイムリーヒットで、東邦初の先制点を挙げ、初戦を勝ち取ると、3番打者として、その強打者ぶり、好機の強さを発揮し、東邦商業 甲子園初出場で初優勝、愛知県勢としても初優勝と、歴史的快挙を成し遂げた。また、甲子園出場選出で唯一、「打撃賞（打率５割）」、「生還打賞（5点）」、「優秀選手賞」の3冠を受賞し、ベストナインにも選出された。この活躍ぶりは、選抜50回記念を迎えた1978年でも、毎日新聞で大きく取り上げられ、野球史「センバツ 野球50年」では「甲子園から生まれた名選手列伝」(記 松尾俊治)の中で、その大活躍ぶりが記されている。また、1934年は、甲子園優勝後に強豪チームが集結した愛知県四商業リーグ戦が開催され、3番打者、4番打者として活躍。享栄商業(現、享栄高校)を破り、再び優勝を成し遂げている。さらに同年、第20回全国中等学校優勝野球大会(夏の甲子園)の愛知予選大会では、夏の甲子園4連覇を目指す中京商業(現 中京大中京高校)を8-6で破り、東海予選大会 初出場で準決勝まで進出させた立役者。愛知予選 中京商業戦で5打数2得点を挙げ、劇的な勝利へ導き、東海予選では、10打数5安打、打率5割、3塁打3本と、選抜優勝時を彷彿させる活躍ぶりで、初出場ながら準決勝まで東邦を大躍進させた。この後の東邦は、1941年の第18回大会まで選抜に連続8回出場し、3回の優勝、夏の甲子園に2回出場を果たす。現在、東邦高校は、甲子園出場回数48回、全国最多記録となる選抜優勝回数5回、選抜58勝を誇る全国屈指の強豪校。片岡は、その第1次黄金時代幕開けの立役者であり野球王国東海の礎をも築いた。
1935年、早稲田大学野球部へ進み、1936年、1937年、1938年に六大学野球 春・秋季リーグ戦に出場。その活躍を評価され、1938年、ハワイ遠征選抜選手に選出。米海軍や日系人チームと対戦し7勝1敗という歴史的大勝を果たす。戦前に国際交流を通じて米国から野球技術を取り込み、大学野球の技術向上に貢献した。1938年の六大学野球秋季戦では、攻撃成績が全出場チーム中１位という強打者群の中、打席25以上の個人攻撃成績でチーム内6位、全出場チーム内27位、一塁手個人守備成績で、全出場チーム内2位(刺殺数54  守備率1.000)を記録し攻守ともに活躍。国際交流を含め、現在の大学野球の礎を築いた。
1939年、満州に渡り、昭和製鋼所野球部に約7年間在籍。満州でも、その活躍ぶりは健在であり、野球史『白球は鞍山の空高く 昭和製鋼所野球部の回顧と満州の野球界』にその活躍が記されている。守りでは、一塁、二塁、捕手を、攻めては持ち前の長打力で昭和製鋼チーム中、年間最本塁打を記録し、攻守ともに活躍したことや、強豪、大連満州倶楽部戦で特大の場外ホームランを放ったエピソード、関東州も含めた全満の全チームが集結する全満野球大会出場のエピソードなどである。
1947年、早稲田大学の恩師である伊丹安広氏、監督の町谷長市氏の誘いを受け函館太洋倶楽部に入団。(以下、函館オーシャン) 第二期黄金時代を支えた久慈次郎に継ぎ、第三期黄金時代の函館オーシャン 4番捕手を務め、後に毎日オリオンズで同期となる佐藤平七とともに名バッテリーとして名を馳す。1947年の入団初年に第18回都市対抗野球大会へ出場し、1949年には都市対抗野球大会 北海道予選で、「円山球場 第１号ホーマー」を放ち、同年、「第20回都市対抗野球大会」へ出場。第20回都市対抗野球大会では、延長14回という激戦となった日本生命戦で、7打数5安打、4打点、3塁打2本と猛打。この活躍を評価され、優秀選手として『美技賞』を受賞した。そして、1949年、ノンプロ第1回オールスター大会 日本代表として、ノン・プロ野球オールスター大会に出場を果たしている。
その後、二リーグ制が発足した1950年、アマチュア時代の活躍により球団よりスカウトされ、毎日オリオンズへ入団。開幕早々「7試合連続安打」（本塁打2本(2試合連続)、3塁打1本、2塁打1本 等 計6点）を放ち、主力選手として、華々しいプロデビューを果たす。 アマチュア時代から定評のあった打撃力、好機の強さを発揮し、1950年で「打率.303」と3割台を記録。さらに、出塁率.365、長打率.477、OPSは「.842」を記録した。この打率とOPSは、打数100以上を基準とすると、打率は別当、呉、土井垣、本堂に次ぎ、チーム内5位。OPSでは、別当、呉、土井垣 に次ぎ、チーム内4位。1950年のプロ入り選手の中では、打率、OPSとも「チーム内1位」という記録を叩き出す。パリーグ内では、打数100以上を基準とすると、数々のタイトルを獲得している強打者郡の中で、打率10位、OPSで11位を記録。1950年のプロ入り選手の中で、打率、OPSとも「パリーグ内2位」。また、打数100以上300未満では、パリーグ内で「打率3位」「OPS2位」「長打率1位」という記録である。打撃や長打力、好機の強さは、パリーグの中でもトップクラスであった。なお、毎日オリオンズの「代打1号者」であり、好機の強さはチームの中でも折り紙付きである。 
この打撃力、好機の強さを発揮し、1950年4月、主力選手として「全員得点」というチーム記録を残すなど活躍し、球団史上初のパリーグ優勝を果たす。同年、第1回日本ワールドシリーズ先発メンバーに選出され、全戦に出場。「スポーツ毎日別冊 プロ野球日本選手権試合号」には“毎日、松竹のスターたち”の 一人として紹介され、主力選手として注目を浴びていた中、1戦目の2回表に中前打を放ち、両チーム初、日本ワールドシリーズ初となる「初打点」を挙げた。さらに２打席連続となる左前打を放ち、歴史的な初戦を勝ち取る。この後も、打点や安打を重ね、 チームに勢いをもたらし「第1回日本ワールドシリーズ初優勝」という、歴史的快挙へ導いた。

毎日オリオンズ時代の片岡選手

南海戦で一塁を守る片岡選手

優勝記念として、第1回日本ワールドシリーズ「優勝碑メダル」が贈られた。なお、本優勝碑のデザインは、現在も日本シリーズ優勝ペナントに継承されている。また「1950年 日本ワールドシリーズ優勝 H.K」のイニシャルが刻まれた「チャンピオンリング」も手にし、チャンピオンリングという米国文化を日本に取り込んだ第一人者にもなる。
1950年12月、パリーグ選抜チーム「渡布軍」に選出され、オールスターゲームの前進「パリーグオールスター東西対抗」に「渡布軍」で全試合出場。2塁打や得点を挙げ、新鋭軍との一戦を盛り上げた。さらに、「渡布軍」メンバーとして、1951年2月11日から4月7日までの2ヶ月間、ハワイ遠征に参画。15勝3敗の好成績を収め、優勝を果たしている。翌年の1951年にはオールスターゲームに監督推薦で出場した。1952年には、日本国際学生協会名誉会長として高松宮殿下も観戦された11月26日開催の「オープン戦ファン感謝野球祭」に出場。国鉄戦で8回に「代打満塁ホームラン」を放ち勝利に貢献。多くのファンや球宴を盛り上げ、日刊スポーツの一面を飾る。
なお、開催同日に発表されたプロ野球スタープレイヤー投票結果ではパリーグ578票(第24位)を集め、「スタープレイヤー」の一人としても注目を浴びた。
現役時代には、1950年、1951年とプロ入団から2年連続日米野球へ出場。1953年にも日米野球へ出場を果たしている。1950年はノンプロチャンピオンの「フォートウェイン・ケープハーツ」と対戦。1951年は戦後初となるジョー・ディマジオ率いる「全米選抜チーム」と対戦。1953年にはロビン・ロバーツ、ヨギ・ベラ率いる「MLB選抜チーム」と対戦をしている。

## 現役引退後
1954年に引退し、イースタンリーグが設立された1955年から毎日グリッターオリオンズの監督（毎日オリオンズの二軍監督）へ就任。同年4月、第1回イースタン・リーグ優勝大会で3位を勝ち取ると、就任初年にその育成手腕で、公式戦16勝5敗3引分、勝率「.762」と圧倒的な強さで大勝。球団史上初のリーグ優勝を果たす。また、この勝率「.762」は2024年時点で「歴代同率2位」である。強打者片岡のチームらしく、チーム打率.280で1位、長打率も.434で1位、個人打撃成績で打率・長打率とも、1位から3位まで毎日選手が独占状態。10位以下に5名もの毎日選手が名を連ねた。「首位打者」に加え、「最優秀投手」も毎日選手であり、片岡は、数多の俊英を育て、強豪チームを作り上げた。
なお、イースタンリーグ優勝記念として「優勝杯ボール」が贈られ、付属のバットには同年、米国野球殿堂入りを果たしたジョー・ディマジオのサインが刻印された。優勝杯ボールにも同氏のサインがあったと推察されるが現時点では不明である。

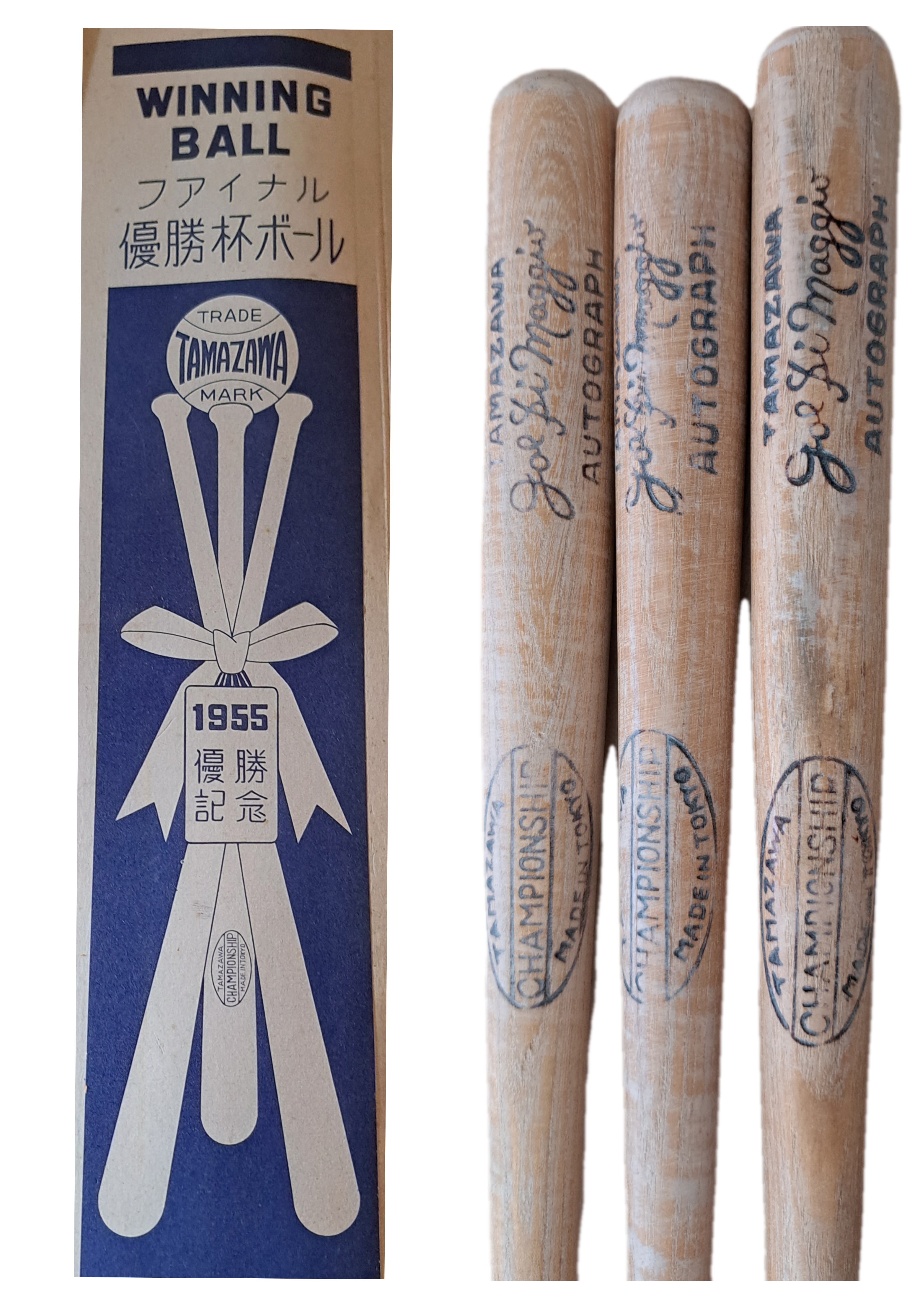
イースタンリーグ優勝杯ボール(1955年)

1955年9月に行われたジュニアオールスターの前進「イースタン・リーグ第1回オールスターゲーム」のパシフィック・リーグ監督も歴任した。
1956年には、日本のプロ野球リーグ制が始まって20年を記念して行われたオールドオールスターゲームの選手に選ばれ、2試合のOB戦を盛り上げた。
その後も、捕手経験を生かし、二軍ピッチング・コーチも務めるなど1962年まで毎日選手の育成に尽力し「首位打者」「最多本塁打者」「最多打点打者」等、数多の功績に導く。
その後、1963年から1973年まで阪急ブレーブス二軍監督・コーチへ就任。合宿寮長も兼務した。二軍監督として、1日５時間半の練習時間へ倍増し、規律の見直し等のチーム改革を行った。その結果、1965年ウェスタン・リーグ優勝、1966年に勝率「.787」でウェスタン・リーグ球団史上初の2連覇を達成。この1966年勝率「.787」は、2024年時点で「歴代2位」である。加え、選手育成に尽力し「首位打者」「最多本塁打者」「投手3冠」等、数多の功績にも導いた。また、両リーグ(ウェスタンリーグ、イースタンリーグ)初となる、1965年から3年連続ジュニア・オールスターゲーム コーチを歴任。1970年もジュニア・オールスターゲーム コーチを務めている。
1967年以降は、一軍監督 西本幸雄とのコンビで、パリーグ6度の優勝(球団史上初の3連覇、2連覇、後期優勝)を果たす。1968年にリーグ二連覇した際には、二軍監督として選手育成に尽力したことを讃え、球団より優勝記念として「勝利の女神像」が贈られた。
女神像のプレートには「勝獲たる勇者の名を銘す」と刻まれている。

球団より贈られたパ・リーグ優勝記念 勝利の女神像（1968年）

二軍監督として1965年から1971年まで「7年連続 ウェスタン・リーグ Aクラス入り」 を果たしている。この記録は、複数年務めた数々の二軍監督の中で、ウェスタン・リーグの記録上、2024年時点で未だに破られていない。また、阪急では福本豊、加藤英司などの育ての親であり、1983年6月3日、当時ルー・ブロックが保持していたMLB記録を上回る通算939盗塁を記録し、世界新を達成した際に、阪急電鉄より発行された「ブレーブスニュース～福本特集号～」の中で、"福本選手を世界一に育てた男達" の一人として紹介されている。なお、加藤英司には手を焼き、打撃技術のほか、「規律」まで指導していた。
1974年、西本幸雄とともに近鉄バファローズへ移籍し、3年間スカウトを務めている。
プロ在籍27年、日本一を含め優勝回数は「14回」。その内、球団初優勝は「5回」 、アマチュア時代を含めると「16回」の優勝、初優勝は『7回』。野球史にその功績を刻み、プロ野球を引退。

## プロ野球引退後
プロ野球引退後の1977年、明治神宮外苑 硬軟球打撃練習場を早稲田大学の恩師 伊丹安広とともに創業。同年4月、打撃練習場の場長に就任し、全国初となる元プロ野球選手による打撃専属コーチを設置。片岡自らが打撃専属コーチを歴任した。
片岡は「アマチュア野球こそ野球の原点。アマチュア野球を楽しむ人たちが、今のプロ野球人気を支えてくれている。その中で自身の野球経験で得た「打撃技術」を伝えていくことで、技術向上と、訪れるたくさんの人の思いに応えたい」「ぶっつけ本番で試合をする。これでは野球技術の向上にもならないし、体のためにも良くない。いわばウォーミングアップのつもりで利用してもらいたい」という思いと、「明治神宮外苑 日の丸球場で行われる試合前に打撃練習をしたい」という選手たちの思いが一致し、打撃練習場の開設を実現させた。
なお、1977年はプロ野球人気を支えるアマチュア野球の熱がとても高く、その中でも「神宮外苑 日の丸球場」は、徹夜で並んで予約を取る程の人気ぶりで、年間8,000試合も行う球場であった。
打撃練習場には、野球場で試合をする前のバッティング練習の他、昼休みや会社帰りで立ち寄る サラリーマン、リトルリーグで活躍している野球少年、リトルリーグの指導希望者、野球が好きだったが、戦争で野球をする事が叶わなかった人など多くの人であふれていて、特に、片岡のアドバイスが魅力で、土日、祝日には東京近郊から父母付き添いでやってくる少年など、アドバイスを求めてやってくる常連も多かったという。
また、場長として従業員7名を抱え、営業時間の午前9時から午後8時まで年中無休。休日は12月31日のみ。土曜日などは1時間、平均でも30分、40分待たないと順番が回って来ないという超満員で、日々、大入袋が関係者へ配られていたほどの大盛況ぶりであった。直接、元プロ野球選手による打撃指導を受けることが出来ることで人気を博し、年間「約1億円」を売り上げた。
アマチュア・プロ野球27年の経験を生かして打撃専属コーチとしてプロ・アマ問わず、選手育成に尽力し、また場長としても明治神宮外苑の発展に貢献した。
明治神宮外苑を退職後、「いい素質を持っている選手がいたら紹介してほしい」と球団からのオファーが後を断たないほど、「名伯楽」として名を馳せていた片岡に、打撃技術向上のため、関東リトルリーグ連盟会長でバッティングセンター調布を経営していた林和男からの誘いを受け、1982年5月、バッティングセンター調布へ入職。同年10月に専任バッティングコーチへ就任。「利用者本位」の思いは絶えず、野球少年にバッティングフォームを熱心に指導している姿などが、写真や記事で取り上げられている。ここでも「名伯楽」として野球界へ貢献していく。毎晩のように通っていた一人のアマチュア選手に目を付ける。それが稲垣修治である。調布リトルで同期の荒木大輔とともに活躍した選手。「阪急時代に育てた福本豊以上の素質がある」と見抜いた片岡は、連夜、プロ用のバッティングを数か月間仕込んだ。稲垣のプロ入りへの思いを実現すべく、林和男と、あらゆるルートを使って、 巨人、西武、阪急などに働きかけ、そして巨人への入団テストが実現。巨人の国松二軍監督、武宮二軍担当、岩本スカウトらの立会いに下、柵越えホームランを放ち、巨人陣営を唸らせ、1982年、ドラフト 外入団を勝ち取った。1982年に入団したルーキーは稲垣を入れて9名。その中には、斎藤雅樹の姿もあり、1982年は2位と優勝を落とした巨人軍が、2年ぶりの優勝を目指す重要な年として位置付ける中での入団である。「名伯楽 片岡」のスカウトから稲垣氏が異色の入団を果たした紹介が、夕刊フジ、 報知新聞、内外タイムス等に大きく取り上げられた。

下田コミッショナー(左)より表彰を受ける片岡(1983年7月22日) 出典:日本野球機構

そして1983年、福本豊、加藤英司、長池徳二、山田久志、 森本潔、今井雄太郎など、多年に亙って二軍の選手育成に尽力し、多くの俊秀を育て多大な成果を収めたことを讃え、NPBコミッショナー下田武三氏よりコミッショナー特別表彰『功労賞』が贈られた。なお、表彰式は1983年7月22日に後楽園スタヂアムで開催されたジュニアオールスターゲーム(入場者数 50,000人)の球宴前に行われたが、阪急時代、手塩にかけて育てた福本豊が、通算939盗塁を記録し、当時の世界新を達成した1983年6月3日の翌月でもあり、師弟とも、日本の野球界に深い記憶を刻む歴史的な年となった。

## 詳細情報

### 年度別打撃成績
| 年 度     | 球 団     | 試 合 | 打 席 | 打 数 | 得 点 | 安 打 | 二 塁 打 | 三 塁 打 | 本 塁 打 | 塁 打 | 打 点 | 盗 塁 | 盗 塁 死 | 犠 打 | 犠 飛 | 四 球 | 敬 遠 | 死 球 | 三 振 | 併 殺 打 | 打 率 | 出 塁 率 | 長 打 率 | O P S |
| --------- | --------- | ----- | ----- | ----- | ----- | ----- | -------- | -------- | -------- | ----- | ----- | ----- | -------- | ----- | ----- | ----- | ----- | ----- | ----- | -------- | ----- | -------- | -------- | ----- |
| 1950      | 毎日      | 63    | 171   | 155   | 22    | 47    | 11       | 2        | 4        | 74    | 26    | 1     | 1        | 1     | --    | 15    | --    | 0     | 18    | 3        | .303  | .365     | .477     | .842  |
| 1951      | 毎日      | 55    | 94    | 83    | 7     | 19    | 3        | 1        | 2        | 30    | 20    | 1     | 1        | 1     | --    | 10    | --    | 0     | 9     | 3        | .229  | .312     | .361     | .673  |
| 1952      | 毎日      | 42    | 54    | 48    | 2     | 13    | 2        | 0        | 0        | 15    | 10    | 0     | 0        | 0     | --    | 6     | --    | 0     | 3     | 1        | .271  | .352     | .313     | .664  |
| 1953      | 毎日      | 51    | 90    | 81    | 3     | 13    | 0        | 1        | 0        | 15    | 9     | 0     | 0        | 1     | --    | 8     | --    | 0     | 16    | 3        | .160  | .236     | .185     | .421  |
| 1954      | 毎日      | 32    | 37    | 26    | 1     | 2     | 0        | 0        | 0        | 2     | 3     | 0     | 0        | 0     | 1     | 10    | --    | 0     | 11    | 0        | .077  | .333     | .077     | .410  |
| 通算：5年 | 通算：5年 | 243   | 446   | 393   | 35    | 94    | 16       | 4        | 6        | 136   | 68    | 2     | 2        | 3     | 1     | 49    | --    | 0     | 57    | 10       | .239  | .324     | .346     | .670  |

### 記録
- 第11回センバツ出場：打撃賞・生還打賞・優秀選手賞の3冠受賞 （1934年）
- 第20回都市対抗野球大会出場：美技賞 受賞 （1949年）
- ノン・プロ野球オールスター大会出場：日本代表 （1949年）
- 第1回日本ワールドシリーズ出場：日本シリーズ初の打点者 （1950年）
- パ・リーグオールスター東西対抗出場：1回 （1950年）
- オールスターゲーム出場：1回 （1951年）
- 日米野球出場：3回 （1950年、1951年、1953年）
- イースタンリーグ勝率 歴代同率2位(1955年 勝率.762)
- オールドオールスターゲーム出場 （1956年）
- ウェスタンリーグ勝率 歴代2位(1966年 勝率.787)
- 二軍監督記録保持者 7年連続 ウェスタン・リーグ Aクラス入り(1965年～1971年)
- コミッショナー特別表彰 功労賞 受賞(NPB) （1983年）

### 背番号
- 20 （1950年 - 1954年）
- 60 （1955年 - 1956年）
- 61 （1957年）
- 54 （1959年）
- 80 （1960年 - 1962年）
- 70 （1963年 - 1973年）